# Dionýz Szögedi
Dionýz Szögedi (ur. 9 października 1944 w Licincach, zm. 8 września 2020) – czechosłowacki lekkoatleta, sprinter, medalista mistrzostw Europy z 1969.
Był Słowakiem, choć startował w klubie Dukla Praga.
Zdobył brązowy medal w sztafecie 4 × 100 metrów na mistrzostwach Europy w 1969 w Atenach (sztafeta czechosłowacka biegła w składzie: Ladislav Kříž, Szögedi, Jiří Kynos i Luděk Bohman). Szögedi startował na tych mistrzostwach także w biegu na 100 metrów, ale odpadł w eliminacjach.
Był mistrzem Czechosłowacji w sztafecie 4 × 100 metrów w 1970.
Poprawił rekord Czechosłowacji w sztafecie 4 × 100 metrów czasem 39,5 s (30 czerwca 1967 w Pradze), później dwukrotnie wyrównywanym w 1969 przez sztafetę z Szögedim w składzie.
Rekordy życiowe:
- bieg na 100 metrów – 10,3 s (1967)
- bieg na 200 metrów – 21,3 s (1967)